# Libčany
Libčany là một làng thuộc huyện Hradec Králové, vùng Královéhradecký, Cộng hòa Séc.

## Thị trấn và thành phố kết nghĩa
Libčany có kết nghĩa với các thị trấn, thành phố sau:
- Le Mêle-sur-Sarthe, Pháp